# Галактическое гало

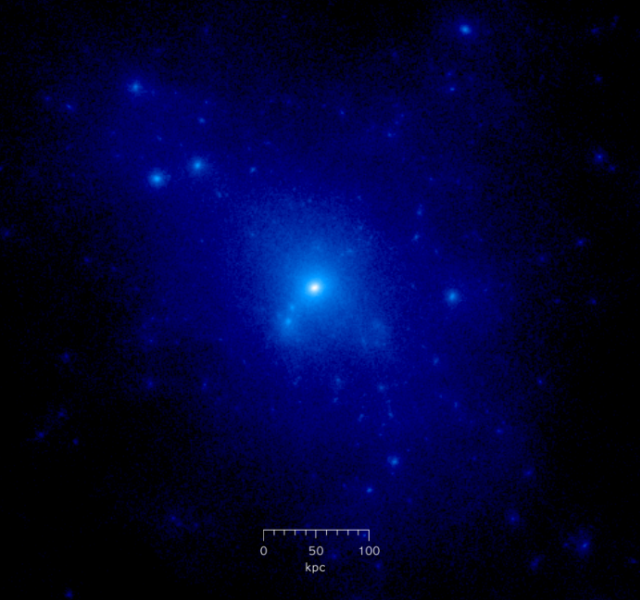
Симуляция гало галактики с помощью симуляции N тел

Гало́ гала́ктики (также звёздное гало́) — невидимый компонент галактики, основная часть её сферической подсистемы. Гало имеет сферическую форму и простирается за видимую часть галактики. В основном состоит из разрежённого горячего газа, звёзд и тёмной материи, составляющей основную массу галактики.
Полагается, что гало неоднородно и состоит из трёх подсистем: толстого диска, собственного гало и аккрецированного гало (также называемого короной).